# Nopporn Suppipat
Nopporn Suppipat
Nopporn Suppipat, né le 30 mars 1971 à Bangkok, est un homme d’affaires thaïlandais vivant à Paris, réfugié politique en France depuis 2016.
Connu pour avoir fondé et dirigé Wind Energy Holding (WEH), le plus important acteur de l’énergie éolienne d’Asie du Sud-Est valorisé à 1,9 milliard de dollars en 2014.

## Biographie

### Jeunesse
Nopporn Suppipat  passe les premières années de sa vie à Bangkok, en Thaïlande. Fils aîné d’un couple de dentistes, il s’installe aux États-Unis pour y effectuer ses années de lycée avant de poursuivre ses études supérieures à l'université de Miami, à l’issue desquelles il repart s’installer en Thaïlande,.

### Carrière
Il commence sa carrière en investissant 2 850 dollars en bourse et devient millionnaire à 20 ans. Il perd la plus grande partie de sa fortune deux ans plus tard.
Quelques années plus tard, il investit dans une centrale électrique conventionnelle de 100 MW. À la suite de l'explosion de la bulle financière asiatique, son associé revend ses parts en 1998. Nopporn Suppipat fonde ensuite des activités dans le secteur des médias.
En 2005, il s’intéresse aux énergies renouvelables. Après avoir fait conduire une étude relative aux ressources éoliennes de Thaïlande, il fonde Renewable Energy Corporation (REC) en 2006. 
En 2009, il lance Wind Energy Holding (WEH), filiale de REC, en partenariat avec Pradej Kitti-Itsaranon, dirigeant du groupe Demco Plc, coté à la bourse de Thaïlande, comme actionnaire minoritaire. WEH connaît une croissance importante et s’impose comme la plus grosse entreprise d’énergie éolienne en Asie du Sud-Est, avec une valorisation de 1,9 milliard de dollars et une préparation d’introduction en bourse,.
En juin 2014, Nopporn Suppipat occupe la 31e place dans le classement Forbes des cinquante personnalités les plus riches d’Asie, avec une valorisation nette estimée à 800 millions de dollars.

## Controverse et exil
À la suite du Coup d'État de mai 2014 en Thaïlande, Nopporn Suppipat, connu pour ses positions en faveur de la démocratie, est accusé de crime de lèse-majesté,.
Apprenant qu’il encourait jusqu’à 15 années de prison ferme pour chaque chef d’accusation, il se réfugie au Cambodge le 30 novembre 2014. À ce sujet, il déclare : « je savais qu’une inculpation type ‘112’ (i.e. le crime de lèse majesté) excluait une remise en liberté provisoire (…) Je ne pouvais pas prendre ce risque ». Nopporn Suppipat clame son innocence et soutient que les accusations à son encontre sont motivées par des considérations politiques, les autorités le considérant proche du précédent premier ministre Thaksin Shinawatra. Nopporn Suppipat est en effet reconnu dans les milieux académiques thaïlandais comme pro-démocrate. 
Il obtient le statut de réfugié politique auprès des autorités françaises et vit actuellement à Paris. 

## Vente de WEH à KPN Group
Dès son départ de Thaïlande, Nopporn Suppipat quitte sa fonction de PDG de WEH, remplacé par Emma Collins, anciennement co-directeur général. Le 25 juin 2015, il vend ses parts s’élevant à 75 % de l’entreprise à KPN Group.
KPN Group a récemment été accusé à plusieurs reprises de mauvaise gestion financière de WEH, notamment à la suite des déclarations de l’ancienne comptable de l’entreprise Asama Thanyaphan, forcée à falsifier les comptes pour masquer des prélèvements perpétrés par certains actionnaires. KPMG, auditeur externe de WEH, démissionne peu après, refusant d’endosser les comptes 2015/2016 de l’entreprise.

## Investissement dans Blade
Peu après son arrivée en France, Nopporn Suppipat a investi dans la start-up française Blade, qui développe un ordinateur haut de gamme entièrement alimenté par le cloud, « Shadow », présenté comme le « PC du futur » par les commentateurs. Le 14 juin 2017, Blade annonce une levée de fonds de 51 millions d’euros conduite notamment auprès de Nopporn Suppipat, principal investisseur, qui rejoint à cette occasion le comité stratégique de l’entreprise. Les fondateurs de Blade déclarent s’appuyer sur son expérience dans la fondation d’une licorne en Asie du Sud-Est pour accélérer le développement de leur start-up, en particulier à l’international.

## Soutien des réfugiés politiques entrepreneurs
Se déclarant soucieux de payer sa dette envers la France, Nopporn Suppipat a indiqué effectuer des démarches pour mettre en place une fondation destinée à aider les réfugiés politiques à devenir des entrepreneurs, afin de contribuer à la société française et de mieux s’intégrer.